# Foni
Foni (tudi Fojci, Fonujci, Dahomejci) je jezikovna in etnična skupnost v Beninu in Nigeriji.
Foni so ljudstvo iz skupine Evejcev. Živijo v južnem Beninu in zahodni Nigeriji. Ukvarjajo se z kmetijstvom, lovom in ribištvom.
V fonski umetnosti je viden vpliv Jorub. Kot ljudski umetniki izdeljujejo predvsem predmete iz kovine in lesa. Njihovi kovinski izdelki izhajajo iz obdobja dvorne umetnosti v stari fonski kraljevini Abomej ali Dahomej iz 17. do 19. stoletja. Danes
izdeljujejo predvsem lesene kipe v naravni velikosti.